# Arco (Minnesota)
Arco és una població dels Estats Units a l'estat de Minnesota. Segons el cens del 2000 tenia 100 habitants.

## Demografia
Segons el cens del 2000, Arco tenia 100 habitants, 44 habitatges, i 28 famílies. La densitat de població era de 59,4 habitants per km².
Dels 44 habitatges en un 31,8% hi vivien nens de menys de 18 anys, en un 54,5% hi vivien parelles casades, en un 6,8% dones solteres, i en un 34,1% no eren unitats familiars. En el 31,8% dels habitatges hi vivien persones soles el 15,9% de les quals corresponia a persones de 65 anys o més que vivien soles. El nombre mitjà de persones vivint en cada habitatge era de 2,27 i el nombre mitjà de persones que vivien en cada família era de 2,86.
Per edats la població es repartia de la següent manera: un 20% tenia menys de 18 anys, un 12% entre 18 i 24, un 27% entre 25 i 44, un 18% de 45 a 60 i un 23% 65 anys o més.
L'edat mediana era de 38 anys. Per cada 100 dones de 18 o més anys hi havia 122,2 homes.
La renda mediana per habitatge era de 30.625 $ i la renda mediana per família de 31.875 $. Els homes tenien una renda mediana de 21.875 $ mentre que les dones 20.833 $. La renda per capita de la població era de 13.479 $. Entorn del 6,9% de les famílies i el 4,9% de la població estaven per davall del llindar de pobresa.

## Poblacions més properes
El següent diagrama mostra les poblacions més properes.